# Récif corallien mésophotique

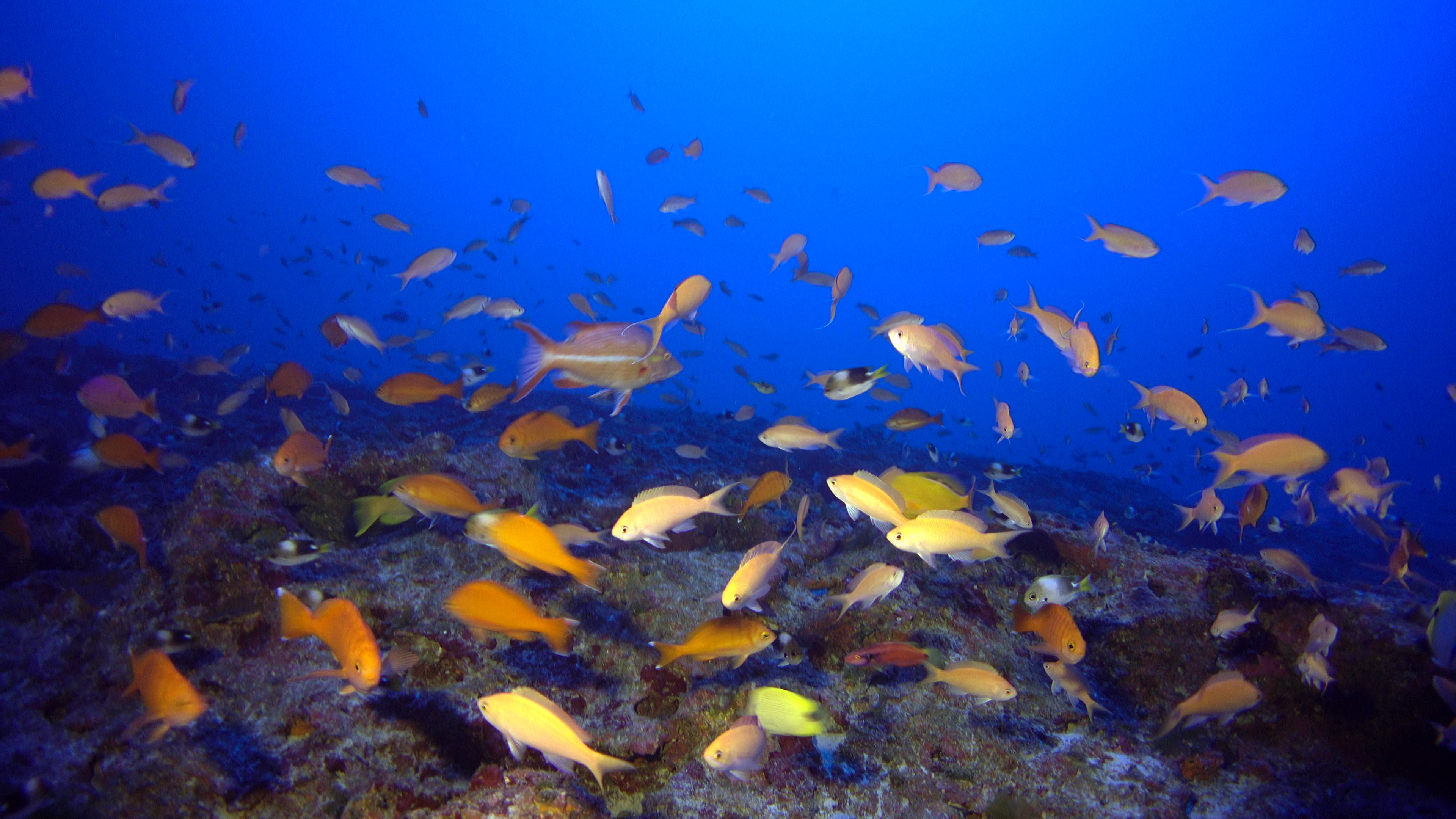
Récif mésophotique à 90 m de profondeur à Hawaï.

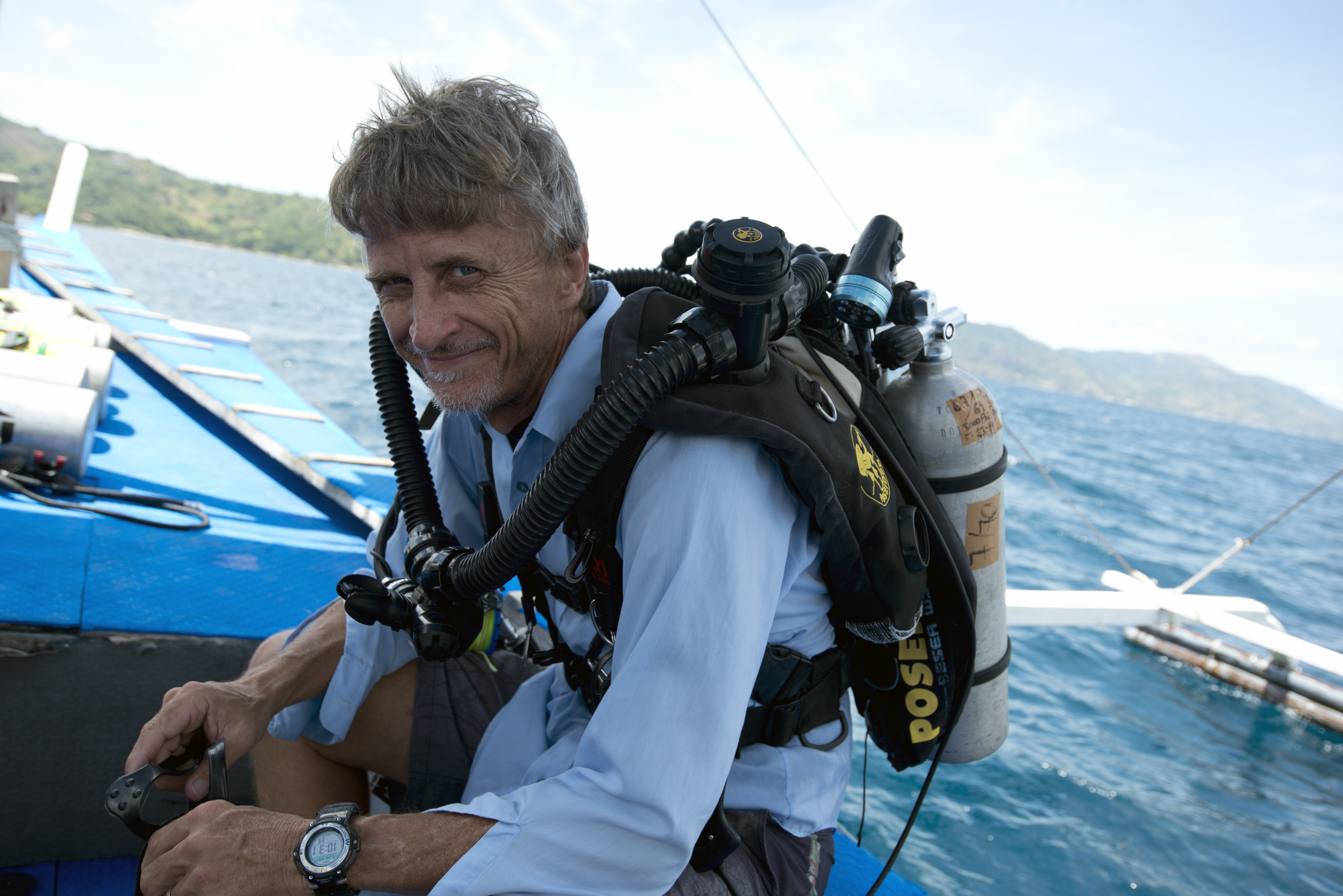
Richard L. Pyle, spécialiste des récifs coralliens mésophotiques

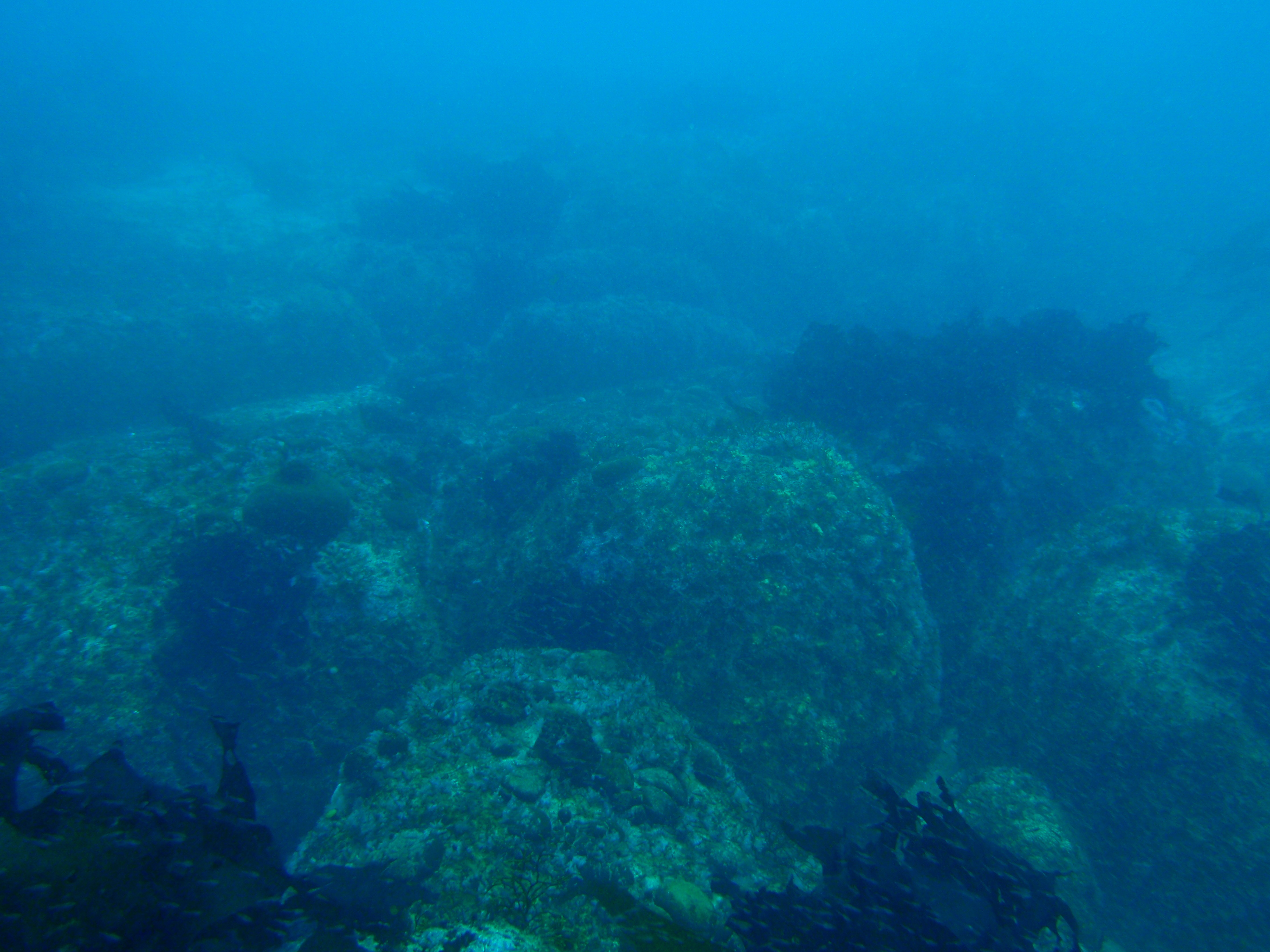
Dans la zone mésophotique seule la longueur d'onde bleue pénètre l'eau

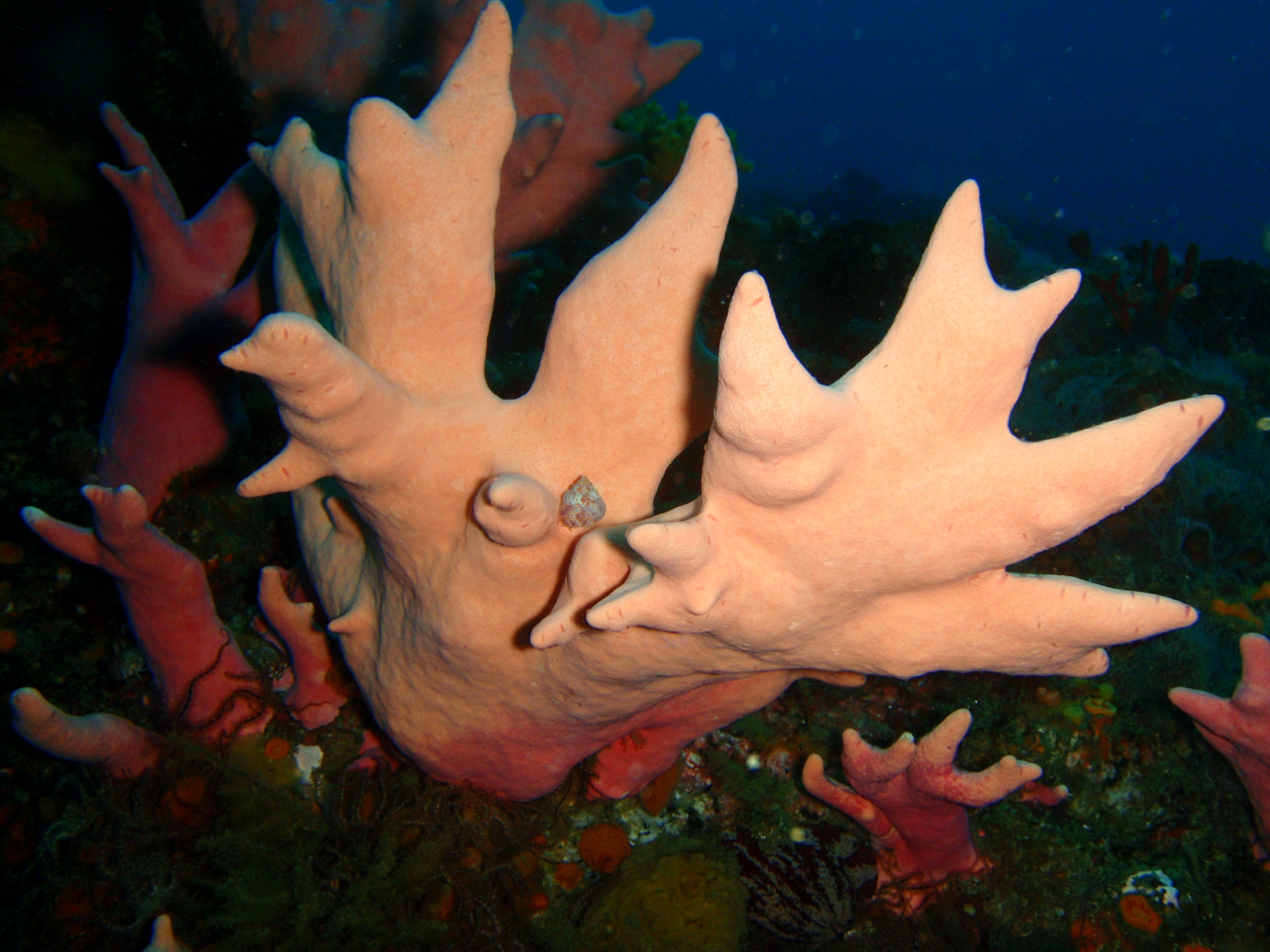
Stylaster nobilis

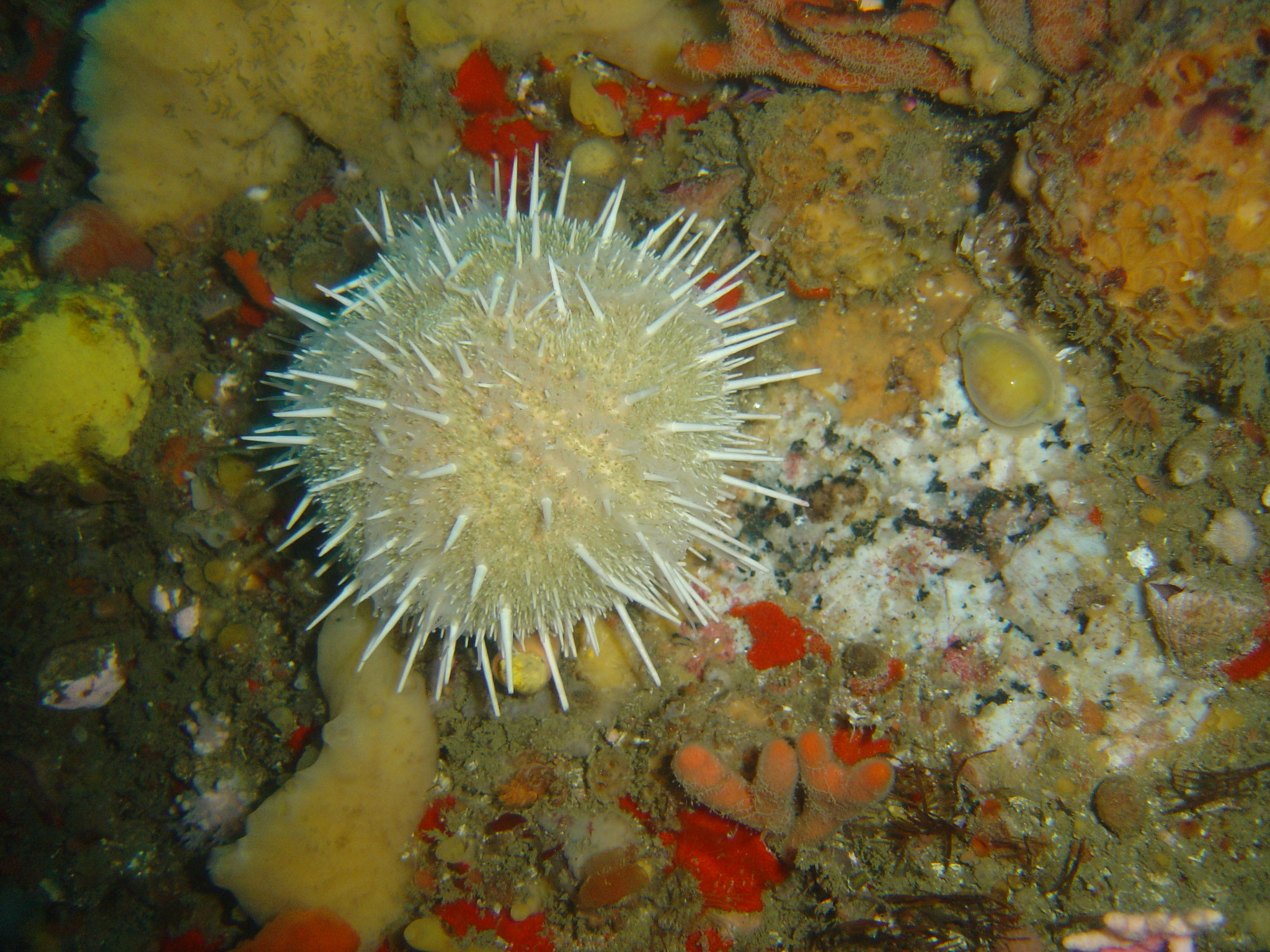
faune de la zone mésophotique

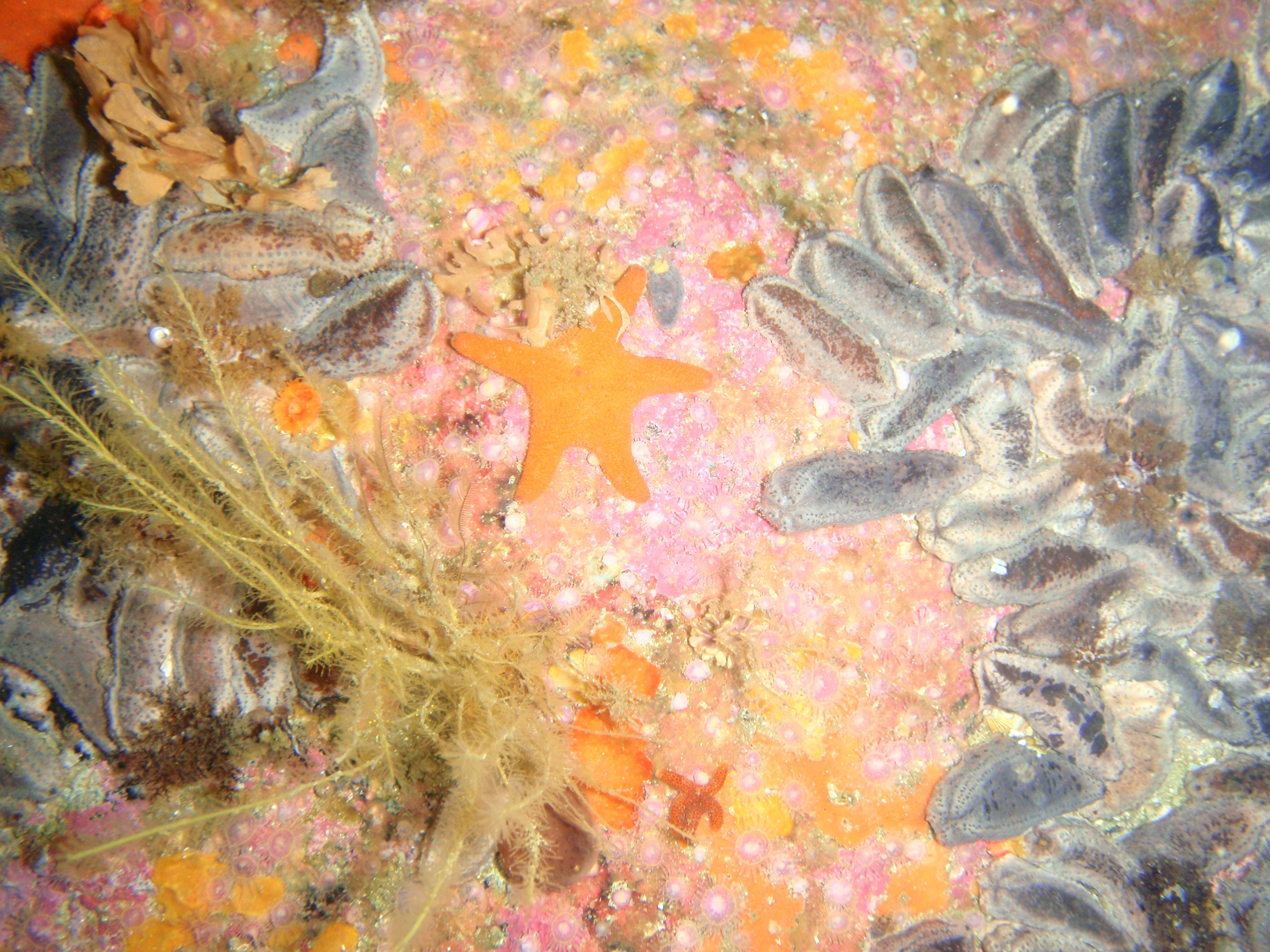
Faune de récifs profonds (Finlay's Deep, Cape Peninsula)

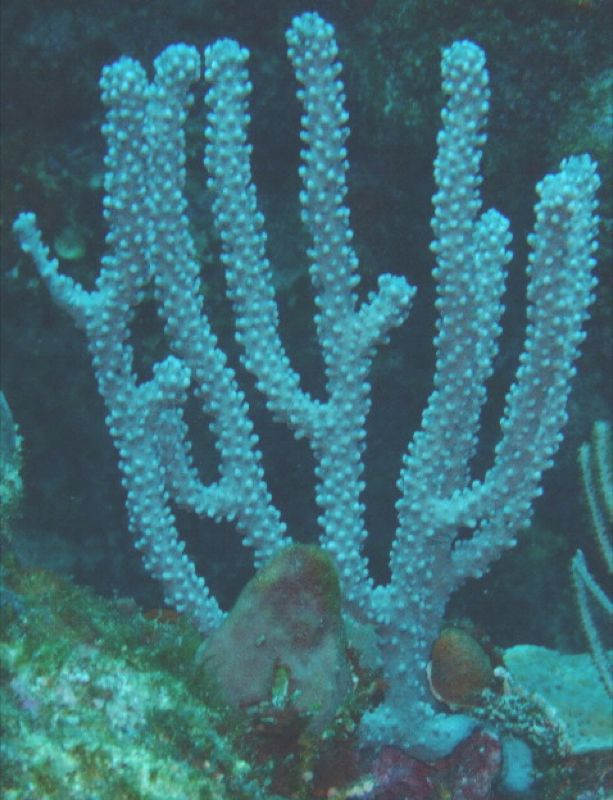
Corail de récif profond

Un « récif corallien mésophotique » (ou « récif corallien crépusculaire » ou MCE pour «  mesophotic coral ecosystems ») est un récif situé à une profondeur moyennement éclairée, entre la surface et les grands fonds  (méso signifiant moyen et photique relatif à la lumière)  , 
On y trouve à la fois des coraux et des algues encore dépendant de la lumière, et des organismes pouvant être trouvés dans les environnements océaniques sombres et plus froids (10 °C). 
Ils ne peuvent être explorés que par des plongeurs spécialement équipés (recycleurs..), car trop complexes pour être bien explorés par des ROVs ou les robots subaquatiques existants. Au XXIe siècle, l’exploration de ces milieux commence à peine, alors qu’ils constituerait pourtant environ 80 % de l'habitat récifal total.
Selon les inventaires faits à Hawaï, les récifs profonds présentent un taux d'endémisme bien plus élevé que les récifs de surface, ce qui laisse penser que leur biodiversité a été très sous-estimée. 
Ainsi l’exploration de la zone mésophotique de l'atoll de Kure a révélé que 100 % des poissons qui y étaient présents sont endémiques à Hawaï ; c’est  la plus grande proportion d’espèces endémiques jamais documentée dans le monde marin, ce qui pourrait être en partie dû à l'éloignement d'Hawaï ou parce que les récifs profonds, à la différence des récifs de surface, n'ont pas été affectés par la montée et la chute des niveaux de la mer pendant les dernières périodes glaciaires. Une équipe va tester cette hypothèse sur la base d’analyses génétiques d’espèces vivant dans les récifs profonds et peu profonds, afin de voir si les espèces de surface présentent des indices génétiques de recolonisation à partir des profondeurs ou d’ailleurs, depuis 20 000 ans, et si les espèces profondes présentent des divergences génétiques révélatrices.
En 2013, des scientifiques ont appelé à protéger « tous les récifs coralliens », et pas seulement les récifs de surface.

## Profondeurs
Elles varient selon la turbidité de l’eau et sa température. 
La zone typique des coraux mésophotiques est de 30 à 40 m, mais elle descend jusqu'à 160 m dans les eaux tropicales et subtropicales les plus limpides .
Dans les régions où l'eau est moins claire, les récifs coralliens mésophotiques peuvent aussi être considérés comme faisant partie d'écosystèmes de coraux d'eau peu profonde. 
Une transition verticale douce est fréquente vers les espèces de coraux profonds. Alors que les récifs exposés à la lumière (les 30 mètres supérieurs de la colonne d’eau) sont dominés par les coraux durs et ; ces derniers ne  constituent qu’environ 20 % de l'habitat corallien mésophotique. 
Les explorations entamées par Richard Pyle depuis la fin des années 1990 ont aussi montré que localement des coraux durs semblables aux coraux de surface survivent à des profondeurs de 70 à 90 mètres, qu’on ne soupçonnait pas auparavant. le record de profondeur pour un corail à zooxanthelle Leptoseris hawaiiensis est de 172 m

## Enjeux écologiques
Ces coraux pourraient peut-être être une source de « réensemencement » d'espèces de coraux d'eau peu profonde et donc jouer un rôle dans la résilience écologique des récifs coralliens.

## Biodiversité
Elle est moins bien connue que celle des coraux de surface ou subsurface. Mais on trouve notamment sur ces récifs de nombreuses espèces de coraux, d’éponges et de certaines algues. 
Plus on descend plus les coraux dominants sont des coraux mous qui abritent eux-mêmes une communauté diversifiée d’autres espèces (mollusques, crustacés et autres créature).  
Cette zone mésophotique est un écotone ; elle chevauche en partie la zone des coraux de subsurface et celle d'eau profonde qui n’ont plus de  zooxanthelles ni d’exigences de lumière.

## Recherche
Grâce au développement des ROV et des caméras subaquatiques, l’étude de ces récifs a gagné en importance, également parce qu'ils  pourraient être une zone refuge et une source de recolonisation pour des espèces de subsurfaces affectées par la pollution, la surpêche et/ou le réchauffement planétaire. 
L’un des pionniers de l’exploration de ces récifs est Richard Pyle, qui a contribué à développer un équipement de plongée spécialisé. 
Découvreur de plus de 100 nouvelles espèces de poissons, il estime qu’environ  2000 autres poissons pourraient encore y être découverts mais qu’il y a urgence à inventorier et cartographier ce patrimoine au sein de la «bibliothèque de la biodiversité» du monde, « avant que les espèces ne soient perdues par les impacts humains à long terme comme le changement climatique et la surpêche ». 
Il faut aussi comprendre comment ces espèces vivent, interagissent et se reproduisent. et survivent dans un environnement où la photosynthèse n’est plus la première source de biomasse.

### bibliographie
- Bongaerts, P., Bridge, T. C., Kline, D. I., Muir, P. R., Wallace, C. C., Beaman, R. J., & Hoegh-Guldberg, O. (2011). Mesophotic coral ecosystems on the walls of Coral Sea atolls. Coral Reefs, 30(2), 335-335.
- Bongaerts, P., Ridgway, T., Sampayo, E. M., & Hoegh-Guldberg, O. (2010). Assessing the ‘deep reef refugia’hypothesis: focus on Caribbean reefs. Coral Reefs, 29(2), 309-327.
- Hinderstein, L. M., Marr, J. C. A., Martinez, F. A., Dowgiallo, M. J., Puglise, K. A., Pyle, R. L., ... & Appeldoorn, R. (2010). Theme section on “Mesophotic coral ecosystems: characterization, ecology, and management”.
- Kahng, S. E., Copus, J. M., & Wagner, D. (2014). Recent advances in the ecology of mesophotic coral ecosystems (MCEs). Current Opinion in Environmental Sustainability, 7, 72-81.
- Kahng, S. E., Garcia-Sais, J. R., Spalding, H. L., Brokovich, E., Wagner, D., Weil, E., ... & Toonen, R. J. (2010). Community ecology of mesophotic coral reef ecosystems. Coral Reefs, 29(2), 255-275.
- Lesser, M. P., Slattery, M., & Leichter, J. J. (2009). Ecology of mesophotic coral reefs. Journal of Experimental Marine Biology and Ecology, 375(1), 1-8.
- Locker, S. D., Armstrong, R. A., Battista, T. A., Rooney, J. J., Sherman, C., & Zawada, D. G. (2010). Geomorphology of mesophotic coral ecosystems: current perspectives on morphology, distribution, and mapping strategies. Coral Reefs, 29(2), 329-345.
- Rooney, J., Donham, E., Montgomery, A., Spalding, H., Parrish, F., Boland, R., ... & Vetter, O. (2010). Mesophotic coral ecosystems in the Hawaiian Archipelago. Coral Reefs, 29(2), 361-367.
- Sherman, C., Nemeth, M., Ruíz, H., Bejarano, I., Appeldoorn, R., Pagán, F., ... & Weil, E. (2010). Geomorphology and benthic cover of mesophotic coral ecosystems of the upper insular slope of southwest Puerto Rico. Coral Reefs, 29(2), 347-360.
- Slattery, M., Lesser, M. P., Brazeau, D., Stokes, M. D., & Leichter, J. J. (2011). Connectivity and stability of mesophotic coral reefs. Journal of Experimental Marine Biology and Ecology, 408(1), 32-41.
- Smith, T. B., Blondeau, J., Nemeth, R. S., Pittman, S. J., Calnan, J. M., Kadison, E., & Gass, J. (2010). Benthic structure and cryptic mortality in a Caribbean mesophotic coral reef bank system, the Hind Bank Marine Conservation District, US Virgin Islands. Coral Reefs, 29(2), 289-308.